# Lebensreform

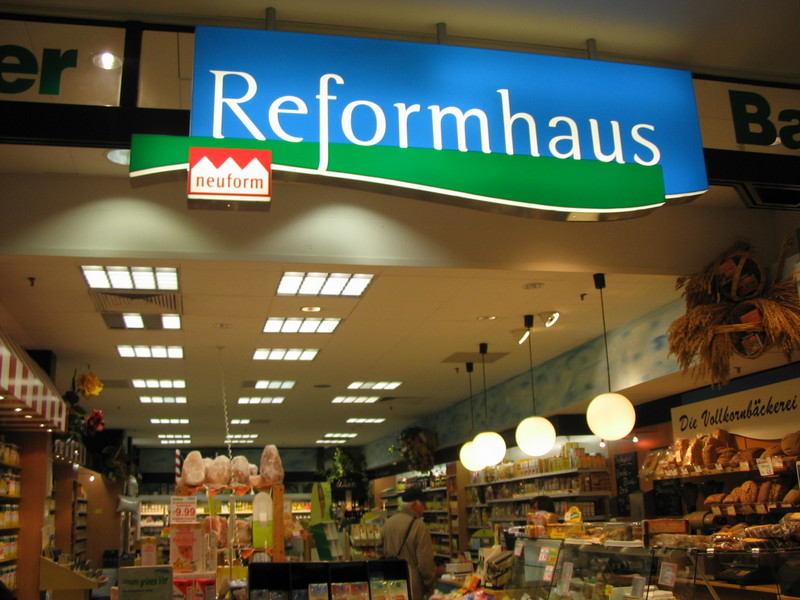
Entrada de uma moderna loja Reformhaus alemã

Lebensreform ("reforma da vida" em alemão) é o termo genérico para designar vários movimentos sociais que emanaram em  meados do século XIX na Alemanha e na Suíça em particular. Os movimentos propagavam um estilo de vida em torno da natureza, enfatizando, entre outras coisas, alimentos saudáveis, crus e orgânicos, nudismo, liberação sexual, medicina alternativa, reforma religiosa e, ao mesmo tempo, abstenção de álcool, tabaco, drogas e vacinas. Características comuns também eram as críticas à industrialização, materialismo e urbanização, combinadas com a luta pelo estado de natureza.
Os principais defensores do movimento Lebensreform foram Sebastian Kneipp, Louis Kuhne, Rudolf Steiner, Karl Wilhelm Diefenbach, Fidus, Gustav Gräser e Adolf Just. Alguns praticantes da Lebensreform, como Bill Pester, Benedict Lust e Arnold Ehret, emigraram para a Califórnia no final do século XIX ou na primeira metade do século XX e influenciaram diretamente o movimento hippie posterior.
Um legado notável da Lebensreform na Alemanha hoje são as lojas de varejo Reformhaus ("casa da reforma"), que vendem remédios naturopáticos e alimentos orgânicos.